# (100417) Philipglass
(100417) Philipglass ist ein im mittleren Hauptgürtel gelegener Asteroid. Er wurde am 7. März 1996 von dem österreichischen Amateurastronomen Erich Meyer an der Sternwarte Davidschlag (IAU-Code 540) entdeckt. Die Sternwarte befindet sich im Ortsteil Davidschlag der Gemeinde Kirchschlag bei Linz, Oberösterreich.
Der Asteroid gehört zur Astraea-Familie, einer Gruppe von Asteroiden, die nach (5) Astraea benannt ist.
Die Absolute Helligkeit des Asteroiden beträgt 15,99 mag.
(100417) Philipglass wurde am 2. Dezember 2009 nach dem US-amerikanischen Musiker, Komponisten und Vertreter der Minimal Music Philip Glass (* 1937) benannt. In der Widmung besondere Erwähnung fanden seine Opern Einstein on the Beach aus dem Jahre 1976 sowie Kepler aus dem Jahre 2009.